# Lucy Harris
Lucy Harris (ur. 19 października 1990 w Ipswich) – brytyjska sopranistka i polityk, deputowana do Parlamentu Europejskiego IX kadencji.

## Życiorys
Kształciła się w Farlingaye High School oraz w Guildhall School of Music and Drama. Studiowała muzykologię na City University w Londynie. Jako sopranistka występowała m.in. w Royal Albert Hall. Uzyskała magisterium na University College London, podjęła pracę w dziale komunikacji przedsiębiorstwa z branży wydawniczej.
Działaczka inicjatyw wspierających brexit, organizatorka Leavers of London i dyrektor Leavers of Britain. W 2019 dołączyła do Brexit Party. W wyborach w tym samym roku z listy tego ugrupowania uzyskała mandat eurodeputowanej IX kadencji. W grudniu 2019 opuściła Brexit Party. W następnym miesiącu wstąpiła do Partii Konserwatywnej.